# FINA Water Polo World Cup 1993 (maschile)
L'8ª edizione della Coppa del Mondo maschile di pallanuoto, organizzata dalla FINA, si è svolta ad Atene, dal 6 all'11 maggio 1993.
Avrebbero dovuto parteciparvi le prime sette classificate delle Olimpiadi di Barcellona 1992 più la Grecia in quanto paese ospitante, ma la rinuncia della Spagna (argento a Barcellona) ha portato al ripescaggio dell'ottava dei Giochi, Cuba.

## Squadre partecipanti
- Australia
- Cuba
- Germania
- Grecia
- Italia
- Russia
- Stati Uniti
- Ungheria

## Turno preliminare

### Gruppo A
|    | Squadra     | Pti | G | V | N | P | GF | GS | Diff |  | Italia (bandiera) | Stati Uniti (bandiera) | Cuba (bandiera) | Germania (bandiera) |
| -- | ----------- | --- | - | - | - | - | -- | -- | ---- |  | ----------------- | ---------------------- | --------------- | ------------------- |
| 1. | Italia      | 6   | 3 | 3 | 0 | 0 | 29 | 15 | +14  |  | X                 | 11-6                   | 7-4             | 11-5                |
| 2. | Stati Uniti | 3   | 3 | 1 | 1 | 1 | 20 | 24 | -4   |  | 6-11              | X                      | 7-6             | 7-7                 |
| 3. | Cuba        | 2   | 3 | 1 | 0 | 2 | 18 | 21 | -3   |  | 4-7               | 6-7                    | X               | 8-7                 |
| 4. | Germania    | 1   | 3 | 0 | 1 | 2 | 19 | 26 | -7   |  | 5-11              | 7-7                    | 7-8             | X                   |

### Gruppo B
|    | Squadra   | Pti | G | V | N | P | GF | GS | Diff |  | Ungheria (bandiera) | Australia (bandiera) | Grecia (bandiera) | Russia (bandiera) |
| -- | --------- | --- | - | - | - | - | -- | -- | ---- |  | ------------------- | -------------------- | ----------------- | ----------------- |
| 1. | Ungheria  | 6   | 3 | 3 | 0 | 0 | 26 | 20 | +6   |  | X                   | 7-5                  | 9-7               | 10-8              |
| 2. | Australia | 4   | 3 | 2 | 0 | 1 | 23 | 22 | +1   |  | 5-7                 | X                    | 8-6               | 10-9              |
| 3. | Grecia    | 2   | 3 | 1 | 0 | 2 | 20 | 23 | -3   |  | 7-9                 | 6-8                  | X                 | 7-6               |
| 4. | Russia    | 0   | 3 | 0 | 0 | 3 | 23 | 27 | -4   |  | 8-10                | 9-10                 | 6-7               | X                 |

## Fase finale

### Semifinali
| 10 maggio 1993 | Italia | 9 – 4 | Australia |  |

| 10 maggio 1993 | Ungheria | 6 – 2 | Stati Uniti |  |

#### 5º - 8º posto
| 10 maggio 1993 | Cuba | 7 – 11 | Russia |  |

| 10 maggio 1993 | Grecia | 9 – 10 | Germania |  |

### Finali

#### 7º posto
| 11 maggio 1993 | Cuba | 5 – 7 | Grecia |  |

#### 5º posto
| 11 maggio 1993 | Russia | 10 – 5 | Germania |  |

#### 3º posto
| 11 maggio 1993 | Australia | 9 – 6 | Stati Uniti |  |

#### 1º posto
| 11 maggio 1993 | Italia | 8 – 7 | Ungheria |  |

## Classifica finale
| Pos. | Squadra     |
| ---- | ----------- |
|      | Italia      |
|      | Ungheria    |
|      | Australia   |
| 4    | Stati Uniti |
| 5    | Russia      |
| 6    | Germania    |
| 7    | Grecia      |
| 8    | Cuba        |